# Уэст-Ориндж (Техас)
Уэст-Ориндж (англ. West Orange) — город в США, штат Техас, округ Ориндж. Население 4111 (2000 год).

## География
Город находится на крайнем востоке Техаса. По данным Бюро переписи населения США, Уэст-Ориндж имеет общую площадь 8,87 км², из которых 8,82 км² является сушей и 0,05 км², или 0,53 % занимают водоёмы.

## История
Поселению присвоен статус города в 1954 году. 7 ноября 1957 года в 2,1 милях от центра города прошел торнадо категории F4 (максимальная скорость ветра 207—260 миль в час). Погиб один человек и ранено 81 человек. Нанесен ущерб на сумму между $ 500000 и $ 5000000.

## Демография
Согласно переписи 2010 года в городе проживало 3443 жителей. Плотность населения составляла 388,13 человек/км². С 3443 жителей 83,68 % составляли представители европеоидной расы. Также проживало 6,13 % — афроамериканцев, 0,61 % индейцев, 0,52 % азиатов, 0,03 % были жители островов Тихого океана, 7 % представителей других рас.
Населения в 2014 году: 3455 человек (100 % городское, 0 % сельское). Изменение численности населения по сравнению с 2000 годом: -16,0 %.
Половой состав населения:

Мужчины: 1,922 человек или 55,6 %.
Женщины: 1,533 человек или 44,4 %.
Средний возраст жителей — 43,9 лет. Средний доход домохозяйства в 2013 году: $ 41330 (против $ 32224 в 2000 году). Предполагаемый доход на душу населения в 2013 году: $ 23664 (против $ 15850 в 2000 году). В 2014 году в городе проживало 79 иностранцев (1,1 % из Латинской Америки, 0,7 % из Азии).

## Культура
Ежегодно в ноябре в городе проходит фестиваль «Праздник в парке». Местом проведения фестиваля является Городской парк. На празднование, кроме местного населения, приезжают жители окрестных населенных пунктов. Также в городе есть традиция массового празднования в вечер перед Рождеством в центре города перед мэрией.